# Critique féministe littéraire
La critique littéraire féministe est une critique littéraire issue de la théorie féministe, ou plus largement, de la politique féministe. Elle utilise les principes et l'idéologie du féminisme pour critiquer le langage littéraire. Cette école de pensée cherche à analyser et à décrire la manière dont la littérature dépeint le récit de la domination masculine en explorant les forces économiques, sociales, politiques et psychologiques ancrées dans la littérature. Cette façon de penser et de critiquer les œuvres a changé la façon dont les textes littéraires sont vus et étudiés. Elle a aussi changé et élargi le canon de ce qui est couramment enseigné. Elle est très utilisée pour l'étude des mythes grecs.
Traditionnellement, la critique littéraire féministe a cherché à examiner les textes anciens dans le canon littéraire à travers une nouvelle lentille. Les objectifs spécifiques de la critique féministe comprennent à la fois le développement et la découverte de la tradition féminine de l'écriture et la redécouverte de textes anciens, tout en interprétant le symbolisme de l'écriture féminine afin qu'il ne soit pas perdu ou ignoré par le point de vue masculin et en résistant au sexisme inhérent à la majorité de la littérature grand public. Ces objectifs, ainsi que l'intention d'analyser les femmes écrivains et leurs écrits d'un point de vue féminin, et d'accroître la sensibilisation à la politique sexuelle du langage et du style ont été développés par Lisa Tuttle dans les années 1980 et ont depuis été adoptés par une majorité des critiques féministes.
L'histoire de la critique littéraire féministe est vaste, des œuvres classiques d'autrices du XIXe siècle telles que George Eliot et Margaret Fuller aux travaux théoriques de pointe en études féministes et en études de genre d'autrices de la « troisième vague ». Avant les années 1970 - dans les première et deuxième vagues du féminisme - la critique littéraire féministe s'intéresse à la pratique littéraire des femmes et à la représentation de la condition féminine dans la littérature ; en particulier la représentation de personnages féminins fictifs. En outre, la critique littéraire féministe s'inquiète de l'exclusion des femmes du canon littéraire, des théoriciennes telles que Lois Tyson suggérant que c'est parce que les opinions des autrices ne sont souvent pas considérées comme universelles.
De plus, la critique féministe a été étroitement associée à la naissance et à la croissance des études queer. La théorie littéraire féministe moderne cherche à comprendre à la fois les représentations littéraires et la représentation des femmes et des personnes dans la communauté queer, élargissant le domaine d'une variété d'identités et d'analyses dans la critique littéraire féministe.

## Méthodes employées
La recherche féministe a développé différentes façons de considérer la littérature afin de comprendre son essence à travers une perspective féministe. Des académiques appartenant au camp connu sous le nom de critique Féminine ont cherché à séparer l'analyse littéraire des arguments abstraits basés sur la diction et adapté leur critique à une littérature plus spécifique (intrigue, personnages, etc.), reconnaissant la misogynie implicite perçue de la structure. de l'histoire elle-même. D'autres écoles de pensée telles que la gynocritique - qui est considérée comme une perspective « féminine » sur les écrits des femmes - utilisent une approche historiciste de la littérature en exposant l'érudition féminine en littérature et la manière dont leur relation à la structure de genre était relayée dans leur représentation à la fois de la fiction et la réalité dans leurs textes. Le gynocriticisme a été introduit à l'époque du féminisme de la deuxième vague. Elaine Showalter suggère que la critique féministe est une « recherche idéologique, juste, colérique et admonitoire des péchés et des erreurs du passé » et dit que la gynocritique fait appel à « la grâce de l'imagination dans une recherche désintéressée de la différence essentielle de l'écriture des femmes ».
Des chercheuses contemporaines tentent de comprendre les points d'intersection de la féminité et compliquent les hypothèses communes sur la politique de genre en accédant à différentes catégories d'identité (race, classe, orientation sexuelle, etc.) Le but de chacun de ces outils est de découvrir et d'exposer les tensions patriarcales sous-jacentes dans les romans et d'interroger la manière dont nos hypothèses littéraires de base sur ces romans dépendent de la subordination féminine. De cette façon, l'accessibilité de la littérature s'élargit à une population beaucoup plus inclusive et holistique. De plus, les œuvres qui, historiquement, n'ont reçu que peu ou pas d'attention, compte tenu des contraintes historiques entourant l'héritage des œuvres féminines dans certaines cultures, peuvent être entendues dans leur forme originale et intégrales. Cela crée une collection de littérature plus large pour le lectorat dans la mesure où toutes les grandes œuvres littéraires sont exposées sans parti pris envers un système influencé par le genre.
Les femmes ont également commencé à utiliser des thèmes anti-patriarcaux pour protester contre la censure historique de la littérature écrite par des femmes. La montée de la littérature féministe décadente dans les années 1990 visait à contester directement la politique sexuelle du patriarcat. En utilisant un large éventail d'explorations sexuelles féminines et d'identités lesbiennes et queer par des personnes comme Rita Felski et Judith Bennet, les femmes ont pu attirer davantage l'attention sur des sujets féministes dans la littérature.
Depuis le développement de conceptions plus complexes du genre et de la subjectivité et du féminisme de la troisième vague, la critique littéraire féministe a emprunté diverses voies nouvelles, notamment dans la lignée de la théorie critique de l'école de Francfort, qui analyse comment l'idéologie dominante d'un sujet influence la compréhension sociale. Elle a également envisagé le genre dans les termes de la psychanalyse freudienne et lacanienne, comme faisant partie de la déconstruction des rapports de pouvoir existants, et comme un investissement politique concret. Les préoccupations féministes plus traditionnelles ayant trait à  la représentation et la politique de la vie des femmes ont continué à jouer un rôle actif dans la critique. Plus précisément, la critique féministe moderne traite des questions liées à la programmation patriarcale intentionnelle et non intentionnelle perçue dans des aspects clés de la société, notamment l'éducation, la politique et la main-d'œuvre.
Lorsqu'elles examinent la littérature, les critiques littéraires féministes modernes cherchent également à se demander à quel point les pratiques de critique sont féministes, littéraires et critiques, des universitaires comme Susan Lanser cherchant à améliorer à la fois l'analyse de la littérature et les propres pratiques d'analyse de l'autrice l'analyse pour qu'elles soient plus diversifiées.

## Histoire et critiques
Alors que le début de la critique littéraire féministe traditionnelle est généralement considéré comme appartenant au féminisme de la deuxième vague, il existe plusieurs textes antérieurs à cette époque qui ont grandement contribué au domaine. La critique littéraire féministe remonte à l'époque médiévale, certains affirmant que Le Conte de la bourgeoise de Bath de Geoffrey Chaucer pourrait être un exemple des premières critiques littéraires féministes. De plus, la période considérée comme le féminisme de la première vague a également largement contribué à la littérature et à la présence des femmes en son sein. Par exemple, Une chambre à soi de Virginia Woolf de 1929 est considéré comme l'un de ces textes fondateurs du cursus. Dans ce document, Woolf soutient que pour écrire de manière créative et avoir du succès critique, une femme doit être en mesure de posséder son propre espace et sa stabilité financière. Et bien que la base de l'intrigue tourne autour de Woolf s'exprimant lors d'une conférence sur la littérature féminine, elle spécule qu'il reste encore un long chemin à parcourir pour les femmes et les soi-disant « problèmes féminins » dans l'espace créatif, en particulier en raison des différences dans qualité de l'éducation Woolf observé entre les hommes et les femmes.
La critique littéraire féministe moderne trouve la plupart de ses racines dans les mouvements féministes de la deuxième vague des années 1960. En commençant par l'interrogation de la littérature centrée sur les hommes qui dépeignait les femmes dans un modèle dégradant et opprimé, des théoriciennes telles que Mary Ellman, Kate Millet et Germaine Greer ont défié les imaginations passées du féminin dans l'érudition littéraire. Au sein du féminisme de deuxième vague, trois phases peuvent être définies : la phase féminine, la phase féministe et la phase des valeurs féminines. Pendant la phase féminine, les écrivaines ont adhéré aux valeurs masculines. Dans la phase féministe, il y avait un thème critique du rôle des femmes dans la société. Et dans la phase des valeurs féminines, on supposait désormais que les œuvres des femmes étaient valables, et les œuvres étaient moins combatives que dans la phase féministe.
Susan Lanser a suggéré de changer le nom de la critique littéraire féministe en « féminisme littéraire critique » pour changer le focus central en passant de la critique au féminisme, et souligne que l'écriture de telles œuvres nécessite une « conscience du contexte politique ». Dans le même ordre d'idées, Elaine Showalter est devenue l'une des principales critiques de la méthode gynocritique avec son ouvrage A Literature of their Own en 1977. À cette époque, les universitaires ne s'intéressaient pas seulement à la simple délimitation des récits d'oppression, mais également à la création d'un espace littéraire permettant aux érudites littéraires passées, présentes et futures de justifier leur expérience d'une manière authentique qui apprécie la forme esthétique de leurs œuvres.
De plus, des universitaires féministes littéraires noires ont commencé à émerger, dans l'ère post-droits civiques des États-Unis, alors qu'une réponse aux récits centrés sur les aspects masculins de l'autonomisation des Noirs commençait à prendre de l'ampleur via des voix féminines. Bien qu'il ne s'agisse pas d'un texte "critique", The Black Woman: An Anthology, édité par Cade (1970) est considéré comme essentiel à l'essor de la critique et de la théorie littéraires noires. Sa compilation de poèmes, de nouvelles et d'essais a donné naissance à de nouvelles formes d'érudition littéraire noire soutenues par des institutions. Le Combahee River Collective a publié ce qu'on appelle l'une des pièces les plus célèbres de la recherche littéraire noire connue sous le nom de A Black Feminist Statement (1977), qui cherchait à prouver que le féminisme littéraire était un élément important de la libération des femmes noires.
En 1979, Sandra Gilbert et Susan Gubar ont publié The Madwoman in the Attic, une analyse de la poésie et de la prose des femmes, et de la manière dont elles s'inscrivent dans le canon littéraire féministe plus large. Cette publication est devenue un incontournable de la critique féministe et a élargi le domaine des publications considérées comme des œuvres féministes, en particulier au XIXe siècle. Le livre soutient spécifiquement que les femmes ont été largement considérées dans deux catégories distinctes par les hommes dans le milieu universitaire, les monstres ou les anges. Gilbert et Gubar ont fait valoir que le fait d'être piégée dans ces catégories réglementait les femmes écrivains dans des domaines spécifiques de la littérature et de l'écriture, laissant le reste ouvert uniquement aux hommes et provoquant une anxiété distincte chez les femmes écrivains de rester spécifiquement dans ces catégories ou d'être ridiculisées. L'accent particulier mis par Gilbert et Gubar sur la critique littéraire dans le domaine de la poésie et d'autres pièces courtes a élargi les possibilités des contributions littéraires féministes aujourd'hui, car elles étaient auparavant considérées comme moins valables que les œuvres plus longues. Aujourd'hui, des écrivains comme Gloria E. Anzaldúa ont pu contribuer au canon féministe, tout en travaillant avec des formes d'écriture autres que les romans en grand format.
Dans les années 1980, Hazel Carby, Barbara Christian, bell hooks, Nellie McKay, Valerie Smith, Hortense Spillers, Eleanor Traylor, Cheryl Wall et Sheryl Ann Williams ont toutes largement contribué à la  Black Feminist Scholarship de l'époque. Au cours de la même période, Deborah E. McDowell publie New Directions for Black Feminist Criticism, qui appelle à une école de critique plus théorique par rapport aux écrits actuels, qu'elle juge trop axés sur les pratiques. Dans cet essai, McDowell a également longuement discuté de la représentation des femmes noires dans la littérature et de la façon dont elles sont apparues comme encore plus négatives que la représentation des femmes blanches. Au fil du temps, la théorie a commencé à se disperser dans l'idéologie. Beaucoup ont décidé de se tourner vers les facteurs psychologiques nuancés de l'expérience des Noirs et de s'éloigner des généralisations générales. D'autres ont commencé à relier leurs œuvres à la politique du lesbianisme. Certaines ont décidé d'analyser l'expérience noire à travers leur rapport au monde occidental. Quoi qu'il en soit, ces universitaires continuent d'employer diverses méthodes pour explorer l'identité du féminisme noir dans la littérature.

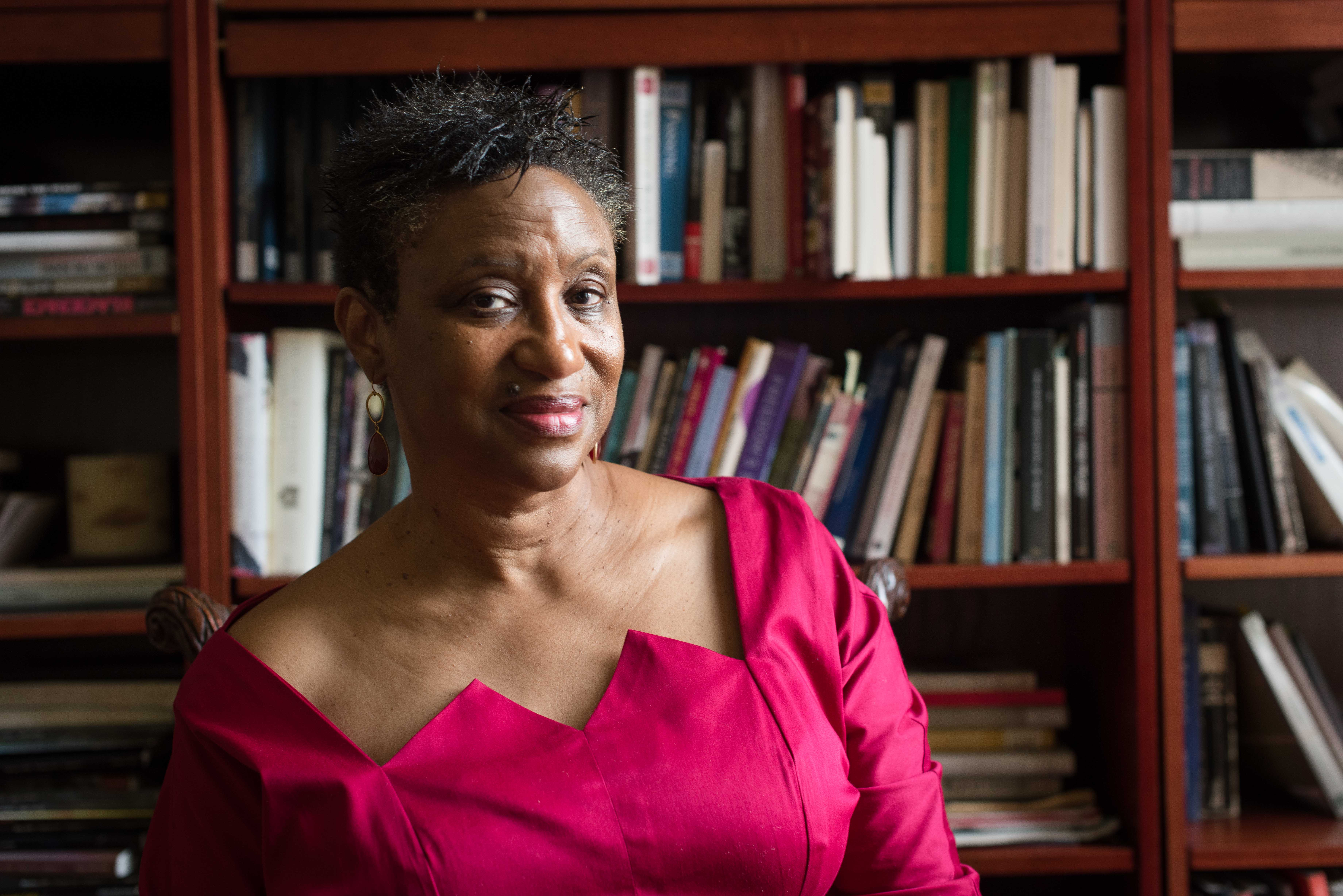
Deborah McDowell

Des universitaires françaises tels que Julia Kristeva, Hélène Cixous, Luce Irigaray et Bracha L. Ettinger ont introduit des discours psychanalytiques dans leur travail par l'intermédiaire de Sigmund Freud et de Jacques Lacan comme moyen de véritablement « aller à la racine » des angoisses féminines dans le texte pour manifester une plus large vérités sociétales sur la place des femmes,,. Les universitaires féministes actuelles dans le domaine de la littérature comprennent Hortense Spillers, Nancy Armstrong, Annette Kolodny et Irene Tayler, qui viennent toutes d'horizons divers et utilisent leurs propres expériences nuancées et subjectives pour éclairer leur compréhension de la littérature féministe. Plusieurs chercheuses universitaires emploient toutes l'usage du féminisme littéraire lors de la critique de textes. L'intégration de cette école a donné au milieu universitaire un outil extrêmement utile pour soulever des questions sur les relations de genre dans les textes.

## Applications modernes
Comme pour d'autres aspects de la théorie féministe, au cours de la seconde moitié du XXe siècle, la critique littéraire féministe s'est élargie pour inclure un éventail considérablement plus large d'identités sous le terme générique de « féminisme ». La théorie féministe de la troisième vague et au-delà s'est efforcée d'inclure davantage d'identités et d'aspects de l'intersectionnalité, et la critique littéraire féministe a emboîté le pas. Le féminisme de la troisième vague et la critique littéraire féministe se préoccupent davantage de l'intersection de la race et d'autres préoccupations féministes. En conséquence, la variété et la nature des textes examinés ont augmenté pour inclure davantage de textes d'une perspective transnationale, tout en conservant ses racines dans l'analyse de la manière dont la société dominée par les hommes affecte l'interprétation et la création de la littérature. Dans le même temps, de nouvelles critiques littéraires féministes examinent les images universelles utilisées par les femmes écrivaines pour découvrir le symbolisme inconscient que les femmes ont utilisé pour se décrire, leur monde, la société féminine à travers le temps et les nationalités pour découvrir le langage spécifiquement féminin dans la littérature. La nouvelle littérature et la critique féministes minimisent les influences et les perturbations masculines dans le texte d'une femme par un focus sur hégémonie socio-politique pour tenter de découvrir un inconscient universel de l'esprit féminin dans son propre contexte.

## Ouvrages fondateurs

### Critique de textes littéraires
- 1970 : Kate Millett, Sexual Politics : La Politique du mâle, traduit de l'anglais américain par Élisabeth Gille, coll. Poche, des femmes-Antoinette Fouque, Paris, 2020 (1971, 2007), 832 p.  (ISBN 9782721007131)
- 1975 : Hélène Cixous, Le Rire de la Méduse et autres ironies, préface par Frédéric Regard, Éditions Galilée, 2010, 196 p. (ISBN 978-0415049306)
- 1977 : Elaine Showalter, A Literature of Their Own: British Women Novelists from Brontë to Lessing (édition étendue), Princeton University Press, Princeton, N.J. (ISBN 978-0691004761)
- 1979 :
  - Andrea Dworkin, « Le féminisme, l'art et ma mère Sylvia », dans Notre sang : Discours et prophéties sur la politique sexuelle (p. 29-42), traduit de l'anglais américain par Camille Chaplain et Harmony Devillard, des femmes-Antoinette Fouque, Paris, 2021, 224 p.  (ISBN 9782721009128)
  - Sandra Gilbert et Susan Gubar, The Madwoman in the Attic: The Woman Writer and the Nineteenth-Century Literary Imagination, Yale University Press, 744 p. (ISBN 0-300-08458-7)
- 1989 : Susan Fraiman, « The Humiliation of Elizabeth Bennett », dans Refiguring the Father: New Feminist Readings of Patriarchy (p. 168–87), Southern Illinois University Press, 319 p.  (ISBN 978-0809315291)
- 1990 : Judith Butler, Trouble dans le genre, traduit de l'anglais américain par Cynthia Kraus, La Découverte, 2005.  (ISBN 0-415-92499-5)
- 2001 : Annette Kolodny, « Dancing Through the Minefield: Some Observations on the Theory, Practice, and Politics of Feminist Literary Criticism », dans The Norton Anthology of Theory and Criticism, dir. par Vincent B. Leitch, W.W. Norton and Company, New York.
- 2002 : Toril Moi, Sexual/Textual Politics: Feminist Literary Theory (deuxième édition), Routledge, 244 p. (ISBN 0-415-02974-0)  (ISBN 0-415-28012-5)
- 2003 : Rita Felski, Literature After Feminism, University of Chicago Press, 2003. (ISBN 0-226-24115-7)
- 2006 : Robbin Hillary VanNewkirk, « Third Wave Feminism History and the Politics of Being Visible and Being Real », thèse soutenue à l'Institute for Women's, Gender, and Sexuality Studies, Université d'État de Géorgie. [lire en ligne]
- 2010 : Mary Eagleton, Feminist Literary Theory: A Reader (troisième édition), Wiley-Blackwell, 504 p. (ISBN 978-1405183130)

### Critique de textes religieux
- Adele Reinhartz, Écrits savants des femmes juives sur la Bible.
- Elisabeth Schüssler Fiorenza, bibliste féministe.